# Бродецкий сельсовет (Оренбургская область)
Бродецкий сельсовет — сельское поселение в Оренбургском районе Оренбургской области Российской Федерации.
Административный центр — село Бродецкое.

## История
24 сентября 2004 года в соответствии с законом Оренбургской области № 1472/246-III-ОЗ образовано сельское поселение Бродецкий сельсовет, установлены границы муниципального образования.

## Население
| 2002  | 2010  | 2012  | 2013  | 2014  | 2015  | 2016  |
| ----- | ----- | ----- | ----- | ----- | ----- | ----- |
| 999   | ↗1284 | ↘1136 | ↗1148 | ↘1146 | ↘1139 | ↘1135 |
| 2017  | 2018  | 2019  | 2020  | 2021  |       |       |
| ↘1121 | ↘1105 | ↘1098 | ↗1104 | ↘1094 |       |       |

## Состав сельского поселения
| № | Населённый пункт | Тип населённого пункта       | Население |
| - | ---------------- | ---------------------------- | --------- |
| 1 | Бродецкое        | село, административный центр | ↗1284     |
| 2 | Херсоновка       | хутор                        | ↘0        |